# Klett-Cotta Verlag
Der Klett-Cotta Verlag ist eine Verlagsgemeinschaft im Unternehmen der Klett Gruppe.

## Geschichte
Der Ernst Klett Verlag übernahm 1977 den 1659 gegründeten Cotta-Verlag. In Verbindung mit den bis dahin belletristisch-wissenschaftlichen Anteilen des Ernst-Klett-Verlages wurde der „Klett-Cotta-Verlag“ gebildet, während der Ernst Klett Verlag sich anschließend als reiner Schulbuchverlag etablierte. Beide Verlage sind seit 1995 Teil der Klett Gruppe. Im November 2007 übernahmen die Verleger des unabhängigen Tropen Verlags, Michael Zöllner und Tom Kraushaar, die verlegerische Geschäftsführung des Klett-Cotta-Verlages und erhielten an ihm eine Beteiligung. Tropen wird seit Januar 2008 als Imprint von Klett-Cotta geführt. 2018 verließ der verlegerische Geschäftsführer Michael Zöllner den Klett-Cotta-Verlag. Der kaufmännische Leiter Andreas Falkinger wurde kaufmännischer Geschäftsführer. Seit 2019 führt der Tropen Verlag seine Geschäfte von Berlin aus.

## Programm
Im Verlag erscheint ein breit gefächertes Buch- und Zeitschriftenprogramm, das Literaturklassiker, Gegenwartsliteratur, Sachbücher sowie Genreliteratur wie Fantasy und Kriminalromane einschließt.

### Belletristik
Klett-Cotta verlegt die Werke von Gottfried Benn, Stefan George, Ernst Jünger und Rudolf Borchardt. Aber auch viele außerhalb des literarischen Mainstreams schreibende US-amerikanische Autoren wie Jonathan Lethem, Tom Drury und Mark Z. Danielewski befinden sich im Programm. Seit einigen Jahren wird verstärkt auch deutsche Gegenwartsliteratur publiziert, darunter das Werk von Brigitte Kronauer sowie Titel von zeitgenössischen deutschsprachigen Autorinnen und Autoren wie Iris Wolff, Raphaela Edelbauer und Michael Wildenhain.

#### Hobbit Presse
In der Klett-Cotta-Reihe Hobbit Presse wird Fantasy-Literatur herausgegeben, insbesondere Übersetzungen von Werken namhafter Autoren wie J. R. R. Tolkien, Tad Williams, Patrick Rothfuss oder Kevin Hearne. Vereinzelt erscheinen hierunter aber auch Originalausgaben deutschsprachiger Autoren wie von Andrea Bottlinger oder Oliver Plaschka.

#### Tropen
In dem Klett-Cotta-Imprint Tropen werden vorrangig Kriminalromane und Thriller, aber auch Romane sowie Sachbücher mit aktuellen Gegenwartsthemen außerhalb des Mainstreams herausgegeben.

### Sachbuch
Im Sachbuchprogramm von Klett-Cotta erscheinen Bücher aus den Bereichen Geschichte, Politik, Psychologie bis hin zu Psychotherapie und Psychoanalyse, außerdem Erziehungsratgeber und gesellschaftskritische Werke, etwa von David Graeber und Marina Weisband. Kernstück des geschichtswissenschaftlichen Programms ist der Gebhardt, das traditionsreiche Handbuch der deutschen Geschichte, das seit 2001 in der 10. Auflage von bekannten Historikern herausgegeben wird.

### Fachbuch
Im Fachbuchprogramm von Klett-Cotta erscheinen Bücher und Zeitschriften aus den Bereichen Psychotherapie, Psychoanalyse und Psychologie.

### Schattauer
Seit 2018 ist der Schattauer Verlag mit seinem Programm in der Psychiatrie, Psychotherapie und Psychosomatik Imprint des Klett-Cotta-Verlages.

### Zeitschriften
Neben dem Buchprogramm gibt Klett-Cotta auch eine Reihe von Zeitschriften heraus, die im Bereich Kultur und Psychologie angesiedelt sind. Die bekanntesten sind der Merkur (Zeitschrift für europäisches Denken) und die Psyche.